# Tweed Heads
Tweed Heads egy tengerparti város Ausztrália Új-Dél-Wales államában. A város Új-Dél-Wales legészakibb városa, Queensland állam határa mellett fekszik. Tweed Heads északi része közvetlenül határos a queenslandi Gold Coast nagyváros Coolangatta nevű déli kerületével, amivel összeépült.
Tweed Heads a Tweed Shire helyi közigazgatási körzetben található, Northern Rivers régiójában. A város a Tweed folyóról kapta a nevét, amelynek a Csendes-óceáni torkolatánál fekszik. A területen jelentős a turizmus és lakóterülete is gyorsan növekszik. 
Tweed Heads távolsága Sydney-től 807 km-re északra, Brisbane-től 104 km-re délre található. Gold Coast központi része kevesebb mint 30 km-re található északi irányba. Tweed Shire körzet legnagyobb települése Tweed Heads, azonban a közigazgatási központja Murwillumbah.

## Népesség
A Gold Coast – Tweed Heads tengerparti (Csendes-óceán parti) egybefüggő térség népessége folyamatosan növekszik. Az ausztrál statisztikai hivatal az agglomerációra vonatkozóan is közöl adatokat, illetve a két városra külön is. 
| Lakosság | Gold Coast – Tweed Heads | Tweed Heads rész |
| 2011     | 533 660                  | 55 553           |
| 2016     | 600 335                  | 59 776           |
| 2021     | 671 386                  | 63 721           |

2021-ben a Gold Coast – Tweed Heads térségben a Tweed Heads rész 63.721 főnyi lakosának átlagéletkora (medián) 48 év volt. A felmérés szerint származást tekintve 28,205 fő angol, 23,198 fő ausztrál, 8,686 fő ír, 7,502 fő skót, illetve 2,899 fő ausztrál őslakosnak vallotta magát. Tweed Heads lakosainak 77.2%-a született Ausztráliában.

## Története
A terület hagyományos lakói a minjungbal őslakosok voltak, akik a torkolat környékén éltek. A város környéki területen eredetileg szubtrópusi esőerdő volt, régió számos helységneve a helyi aboriginal (őslakosoktól származó) neveken alapul, például Mooball, Murwillumbah, Burringbar, Tyalgum, Condong, Uki és Chinderah. James Cook kapitány 1770-ben a partvidék mellett hajózott, amikor majdnem hajótörést szenvedett. Innen származik a Mount Warning és a Point Danger elnevezések. John Oxley angol felfedező hajójukkal egy büntetőtelep számára keresett alkalmas helyet, amikor 1823-ban elérte a torkolatot és a helyet az Észak-Angliát Skóciától elválasztó Tweed folyóról nevezték el.  
1828-ban Rous kapitány felmérte a folyót, és 36 km-t haladva felfelé rajta. 1828-1829 között már katonai őrhely működött Point Dangerben, feladata a Moreton-öböl menti büntetőtelepről elmenekülő a szökevények elfogása volt. Aztán 1844-re megérkeztek az első fehér fakitermelők, akik rönköket úsztattak le a folyón a torkolatig. Ezt követően új telepesek költöztek a területre, akik a gazdag vulkanikus talajon mezőgazdasági tevékenységet folytattak, főleg tejtermeléssel, cukornád-, banán-, gyümölcs- és zöldségtermesztéssel foglalkoztak, de a Tweed folyó körül halászati tevékenység is kibontakozott. Az 1850-es évek közepére egy hajóüzem, egy kis bolt és egy fogadó is épült. Az államhatárt 1859-ben véglegesítették, ezzel létrejött Queensland állam. 1866 körül cukornádat kezdtek termeszteni, pár évvel később már cukorgyár is üzemelt. 
1870-ben a Tweed folyó torkolatánál révátkelőhelyet létesítettek. Majd 1871-ben vámházat építettek Új-Dél-Wales és Queensland között. Tweed Heads-ben 1875-ben távíróállomást létesítettek, 1876-ban a folyó torkolatánál egy kisszámú ideiglenes iskola nyílt meg. Az 1880-as évektől kezdtek el nyaralók épülni, majd 1886-ban Tweed Heads településként került bejegyzésre. 1892-re a településnek körülbelül 100 lakosa volt. A vasút 1903-ban érte el a várost. Tweed Heads városa sokáig csak egy csendes tengerparti hely volt, azonban a szomszédos Gold Coast fejlődése útján a szerepe jelentősebb lett. 1911-ben megépült a helyi szörfklub. A 20. század közepétől klubokat nyitottak. A második világháború után Coolangatta és ikervárosa Tweed Heads a délebbről érkezők kedvelt üdülőhelyeivé váltak.

## A város jelenleg
Tekintettel a Gold Coasthoz való közelségére, Tweed Heads gazdasága Coolangattával közös és nagymértékben a turizmuson alapul, ezen kívül a kiskereskedelem és a szolgáltatási szektor a meghatározó. A két város a határos utcáknál olyannyira összemosódnak, hogy a nem helybéliek nem is tudják sokszor megállapítania, mikor melyikben vannak. Egy érdekes különbség viszont az, hogy ha valaki nyáron átlépi a határt, egy órával visszalép Queenslandbe, ahol soha nem vezették be a nyári időszámítást. 
Amíg a közeli Gold Coast part menti részein számos toronyház és felhőkarcoló épült, addig Tweed Heads-ben nem épültek toronyépületek, néhány magasház viszont itt is megjelent. A mérsékelt éghajlatának köszönhetően az ország déli részeiről sok nyugdíjast is vonz.
Tweed Shire 37 km hosszú tengerparton húzódik, amelyet széles, homokos strandok és alacsony hegyoldalak jellemeznek. Bár a turizmus a domináns iparág, a terület kereskedelmi halászflottának is otthont ad, a hátországban pedig banánt, cukrot, avokádót, paradicsomot és friss zöldséget termelnek.
Tweed Heads az elmúlt évtizedekben jelentős növekedést tudhat maga mögött, a városban több jelentős klub működik, amelyek közül kiemelkedik a Twin Towns Services Club és a South Tweed Sport/Bowling Club. A nagy rendezvény- és konferenciatermek további látogatókat vonzanak. A város mellett golfpálya és -klub is megtalálható.
A 2020-as évekre Tweed városa a nyugdíjasok kedvenc célpontjából az ország legújabb, 1 millió dolláros hotspotjává vált. 2024-ben a házak medián ára átlépte az 1 millió dolláros határt, öt év alatt 63,4 százalékkal emelkedtek. A Gold Coast magas árai miatt sok fiatal család keresett némileg távolabb, ezen a területen ingatlant, így a demográfiai helyzet is megváltozott, a nyugdíjasoktól a fiatalabb generáció felé.
A belvárosban található Tweed Mall Shopping Centre, a város egyik nagy bevásárlóközpontja. A városmegújítási projekt keretében 2024-es tervek szerint a meglévő Tweed Mall-t kibővítik és egy aktív városi negyedet hoznak létre. A projekt kapcsolódik a várható Gold Coast-i villamospálya meghosszabbításához. A javaslat körülbelül 13 500 négyzetméter kereskedelmi területet, 39 000 négyzetméter kiskereskedelmi területet és 1350 új lakást foglal magában. A javasolt lakások összességében az északi parti regionális terv 2036-os célkitűzésének 12 százalékát biztosítják, anélkül, hogy új földterületeket kellene felszabadítani. A projektet a tervek szerint három szakaszban, a következő 15 év során fejlesztik ki. A Tweed city shopping centre, másik nagy 140 üzlettel rendelkező bevásárlóközpont, városközponttól távolabbra van.
A környék legnagyobb látványossága a Wollumbin (korábban Mount Warning néven volt ismert) 1157 méter magas csúcsa, amely egy ősi vulkán központi nyílásának maradványa és a Wollumbin Nemzeti Parkban található. 

## Közlekedés
A közúti úthálózat fejlett, autópályán Gold Coast és Brisbane is könnyen megközelíthető. A tömegközlekedés tekintetében a buszjáratokat többnyire a Kinetic Group biztosítja. A cég Tweed Coast és Murwillumbah területén működik, kilenc regionális buszjáratot tart fenn, amelyek összekötik a Tweed Heads városát a főbb bevásárlóközpontokkal, létesítményekkel, iskolákkal valamint Queenslandbe irányuló vonalaik is vannak. Más társaságok nagyobb távú távolsági autóbuszjáratokat üzemeltetnek. 
Tweed Heads állomása egykor a Queensland Railways vasútvonal rendszeréhez kapcsolódott, de egy 1961-ben hozott döntés alapján megszüntették.
A Gold Coast-i repülőtér a város mellett, részben Tweed Heads Westben található.

## Képek
- Twin Towns Clubs & Resorts
- Tweed Mall Shopping Centre
- Tweed Heads és Coolangatta